# Marketing des services
Le marketing des services est une approche du  marketing management spécifique des entreprises du secteur tertiaire.
Les services représentant environ 70 % de l'activité économique, le marketing management des services  est le marketing management à considérer en priorité et en particulier le marketing management des services B to B..
Pour donner quelques exemples : Air France, Amazon.com , Axa, La Poste, Leroy Merlin, EdF, SFR, Orange, Société Générale, RATP, Vinci, Monoprix.

## La diversité des services
Ils sont très divers : distribution, parcs de loisirs, tourisme, transport, etc.

## Spécificités du marketing des services
Christopher Lovelock liste 7 différences distinctives entre le marketing management des services et le marketing management des produits (de grande consommation) :
- la nature de la production
- la grande implication des clients dans le processus de production
- la part d'humain dans la production
- les grandes difficultés à maintenir des standards de contrôle de qualité
- l'absence d'inventaire
- l'importance du facteur temps
- la structure des canaux de distribution.

## Marketing des services et internet
Le marketing de l'Internet est par essence un marketing management  des services, même lorsque le web permet l'achat de produits marchands. Le Web 2.0 est une application Internet des principes du marketing des services. Le grand concept phare du marketing des services est également le one to one. Le one to one consiste à délivrer un service (ou même un produit) unique à un client en fonction de ses besoins eux-mêmes uniques.
Pour le web on parler également parler de One with One, concept de marketing des services, qui définit plus précisément à quel point la part d'humain et l'implication du client sont importantes dans la livraison du service. Le concept "One with One" a été créé par Christophe Vigliano en 1999, alors directeur du développement stratégique de l'une des principales web agencies françaises, alors qu'on ne parlait pas encore de Web 2.0. Le One with One revient aujourd'hui d'actualité en lien avec la sharing economy et les services qui se fondent sur la puissance du "Crowd". En effet les activités "Crowd" délivrent de la valeur par le fait qu'elles mettent en connexion les bénéficiaires ou les clients entre eux, et c'est parce qu'ils sont connectés que le service existe. Nous sommes là dans la pure essence du "One with One" : c'est la collaboration qui est au centre du modèle marketing.

## Le marketing mix du marketing management des services
Voir (en anglais) « The 7 P’s of Services Marketing » : Services marketing#The 7 P.E2.80.99s of Services Marketing